# Вооружённые силы Гватемалы
Вооружённые силы Гватемалы (исп. Fuerzas Armadas de Guatemala) были созданы в середине XIX века, после выхода страны из Центральноамериканской федерации и состоят из трёх родов войск:
- сухопутные войска (с 1851 года);
- военно-морские силы (с 1964 года);
- военно-воздушные силы (с 1931 года).

Срок службы составляет два года, в мирное время армия комплектуется добровольцами, в военное время — по призыву. В период после Второй мировой войны вооружение американского производства.

## История

### XIX век
В 1886 году правительство Гватемалы обратилось к правительству Франции с просьбой прислать военного советника для подготовки армии, после чего в страну прибыл капитан Emile Bruandet, начавший обучение артиллеристов.
В 1888 году был принят закон о военной службе, в соответствии с которым в мирное время вооружённые силы состояли из регулярной армии и резервной милиции. В 1891 году вооружённые силы состояли из постоянной армии (3718 солдат и офицеров) и 67300 человек резервной милиции.

### XX век
В 1923 году на Вашингтонской конференции правительствами стран Центральной Америки были подписаны «Договор о мире и дружбе» с США и «Конвенция о сокращении вооружений», в соответствии с конвенцией максимальный размер армии Гватемалы был установлен в 5,2 тыс. чел., а для подготовки её личного состава было разрешено использовать иностранных военных советников.
Военное сотрудничество c США началось в 1930-е годы и существенно усилилось в ходе Второй мировой войны. По программе ленд-лиза было поставлено 16 самолётов (три AT-6, шесть тренировочных P-26, пять тренировочных BT-15 Valiant, два тренировочных биплана Boeing-Stearman PT-17) и 8 авиадвигателей, три танка М3 Stewart, три устаревших лёгких танка Marmon-Herrington CTMS-1TB, четыре броневика М3A1 Scout Car, 46 автомашин, 10 мотоциклов, один прицеп-автоцистерна, 12 шт. 37-мм противотанковых пушек М3; четыре 81-мм миномёта М1; 25 шт. крупнокалиберных пулемётов М2; 39 шт. 7,62-мм пулемётов М1917 и М1919A4; 50 шт. пистолет-пулемётов .45 калибра, 10 шт. сигнальных ракетниц Very, 1175 шт. ручных гранат Мk.II, а также боеприпасы, снаряжение и иное военное имущество), но после победы революции 1944 года оно было в значительной степени приостановлено.
1 августа 1946 года был создан инженерный батальон (первое инженерное подразделение гватемальской армии).
В 1949 году США отказались продавать оружие правительству Гватемалы, поскольку страна «не являлась участником системы коллективной обороны континента».
По состоянию на 1951 год, численность вооружённых сил Гватемалы составляла 12 тыс. человек, на вооружении ВВС находились 30 устаревших самолётов американского производства.
По состоянию на 1 мая 1954 года, непосредственно перед началом вторжения, военно-воздушные силы страны включали в себя 14 устаревших самолётов: восемь лёгких штурмовиков AT-6, четыре транспортных AT-11 и два учебно-тренировочных P-26. В ходе боевых действий против подготовленных ЦРУ наёмников, в результате технической неисправности разбился один штурмовик AT-6, однако после переворота в состав военно-воздушных сил вошла авиатехника, ранее полученная Армасом из США: один истребитель F-47, один транспортный самолёт C-47 и один лёгкий самолёт Cessna 180.
После государственного переворота, 18 апреля 1955 года между США и новым правительством Гватемалы было заключено двустороннее военно-политическое соглашение - которое действовало до 11 марта 1977 года.
В 1950-е годы военно-экономическая помощь США странам Латинской Америки была сравнительно невелика, однако эта политика изменилась после победы в 1959 году кубинской революции. Было признано, что главную угрозу для правительств представляет не военное вторжение извне, а партизанское движение. Программа военной помощи была пересмотрена, был сделан акцент на поставках вооружения и оснащения, отвечающего задачам борьбы с партизанским движением, а также обучении правительственных войск и полиции методам борьбы с партизанами.
Во время подготовки личного состава "бригады 2506" для вторжения на Кубу военнослужащие гватемальской армии обеспечивали охрану внешнего периметра тренировочных лагерей, организованных США на территории Гватемалы.
13 ноября 1960 года в центральных казармах группа молодых офицеров подняла восстание против правительства, восставшим удалось занять военную базу в Сакапе, однако к 15 ноября их выступление было подавлено. Тем не менее, часть активистов сумела покинуть страну и после начала гражданской войны многие из них (Алехандро де Леон, Марио Антонио Ион Соса, Луис Аугусто Турсиос Лима, Луис Трехо Эскивель, Висенте Лоарка и др.) стали во главе формирующихся партизанско-повстанческих сил.
В 1962 году Гватемала совместно с другими государствами Центральной Америки вошла в Центральноамериканский совет обороны.
С увеличением напряжённости в стране военная помощь США была увеличена - в 1963-1966 годы в страну прибыло свыше 40 американских военных советников, которые занимались повышением боеспособности правительственной армии и осуществляли руководство программой "гражданских действий" армии (привлечение военнослужащих к строительству дорог, ремонту зданий, транспортировке грузов и оказании медицинской помощи населению с целью повысить симпатии к армии).
В 1968 году общая численность вооружённых сил Гватемалы составляла 9 тыс. человек, в том числе 7,8 тыс. в составе сухопутных войск, 1 тыс. в составе ВВС (40 боевых, учебных и транспортных самолётов) и 200 чел. в составе ВМС (5 боевых кораблей).
С начала 1970-х годов в рамках соглашения о военной помощи началось обучение офицеров и технических специалистов армий стран Латинской Америки в военно-учебных заведениях США. Только в 1972-1974 годы стоимость программы обучения составила 1298 млн. долларов (в 1972 году - 276 млн.; в 1973 году - 502 млн. и в 1974 году - 520 млн. долларов).
Численность американских военных советников в 1972-1975 годы составляла 27 человек (16 офицеров, 7 солдат и сержантов и 4 гражданских лица), расходы на содержание военной миссии составляли 576-637 тыс. долларов в год.
По состоянию на 1975 год, численность армии Гватемалы составляла около 11,4 тыс. военнослужащих (ещё около 3000 человек служили в национальной полиции). Сухопутные войска насчитывали 10 тыс. человек в составе шести пехотных и одного парашютно-десантного батальонов и нескольких мелких подразделений; в составе ВВС было 4 эскадрилий боевых, транспортных и учебных самолетов и до 1 тысячи военнослужащих; ВМС состояли из одного малого противолодочного корабля и нескольких патрульных катеров.
В декабре 1975 года были сформированы «антипартизанские» подразделения специального назначения «кайбили» («los kaibiles», на языке индейцев майя-киче — «ночные тигры»).
В 1978 году общая численность вооружённых сил Гватемалы составляла 14,3 тыс. человек, в том числе 13,5 тыс. в составе сухопутных войск (10 пехотных, 1 парашютно-десантный батальон + отдельный батальон президентской гвардии), 1 тыс. в составе ВВС (11 боевых, учебных и транспортных самолетов) и 400 чел. в составе ВМС (1 десантный корабль и 11 малых сторожевых катеров).
По состоянию на 1 июля 1979 года, общая численность вооружённых сил Гватемалы составляла 18 тыс. человек, в том числе 17 тыс. в составе сухопутных войск, 400 в составе ВВС (в результате реформы, часть технического персонала стала гражданскими служащими) и 600 чел. в составе ВМС.
В общей сложности, в период с 1950 по 1980 год Гватемала получила от США вооружения, военного снаряжения и военной техники на сумму 60,4 млн. долларов (в том числе, в 1950-1963 годы объемы военной помощи составляли 5,3 млн. долларов; в 1964-1969 - 6,9 млн. долларов; в 1970-1976 - 6,0 млн. долларов). В 1977 году администрацией президента Дж. Картера объём американской военной помощи был временно уменьшен в связи с «нарушением прав человека» правительством страны. В период с 1977 по 1980 год основным поставщиком вооружения и военной техники стал Израиль, который продал правительству Гватемалы 15 транспортных самолётов «Арава», 5 военно-транспортных вертолётов, 50 тыс. автоматов «Galil» , 1 тыс. пулемётов, 10 тыс. боевых гранат и 5 тыс. гранат со слезоточивым газом. Также из Израиля были поставлены пистолеты-пулемёты UZI.
В период с 1981 по 1986 годы Гватемала получила от США значительную финансово-экономическую и военную помощь, за это время численность вооружённых сил страны была увеличена с 18 тыс. до 43,6 тыс..
В 1985-1989 годы объём американской военной помощи Гватемале составил 30 млн. долларов, наиболее крупными заказами стала партия из 20 тыс. автоматов M-16 (стоимостью 13,8 млн. долларов), а также поставки запасных частей и ремонт авиатехники.
В 1992 году на вооружении армии Гватемалы находилось 17 танков (десять M41A3 и семь M3A1 "стюарт") и 50 бронемашин (девять бронетранспортёров M113, четыре полугусеничных M3A1, десять броневиков RBY Mk.1, десять американских бронеавтомобилей M8, десять Cadillac V-100 и семь V-150)
В 1996 году, к моменту окончания продолжительной гражданской войны, численность вооруженных сил Гватемалы составляла до 28 тыс. военнослужащих.

### XXI век
В ходе военной реформы, в период с мая по июнь 2004 года из вооружённых сил было уволено 10 тыс. военнослужащих. В октябре 2004 года 70 военнослужащих было отправлено для участия в миротворческой операции ООН на Гаити (расходы по содержанию гватемальских военнослужащих взяла на себя ООН). По состоянию на 2005 год, общая численность вооружённых сил Гватемалы составляла около 29 тыс. человек. Для наблюдения за ходом военной реформы, в 2004-2005 гг. в стране находилось 100 американских военных специалистов, советников и инструкторов. Непосредственно после завершения реформы, в начале 2005 года США выделили 3,2 млн. долларов на модернизацию вооружённых сил Гватемалы.
28 марта 2005 года Гватемала приняла участие в миротворческой операции ООН в Конго, направив в страну подразделение из 90 военнослужащих. 23 января 2006 года на территории национального парка "Garamba" в бою с боевиками из угандийской группировки LRA погибли 8 и были ранены ещё 5 военнослужащих Гватемалы.
По состоянию на 2010 год, общая численность вооружённых сил Гватемалы составляла 15,2 тыс. военнослужащих, ещё 19 тыс. служили в составе военизированных формирований. Численность резервистов составляла 63 860 человек. Территория страны разделена на 15 военных зон.
- Численность сухопутных войск составляла 13 440 чел. - 1 стратегическая бригада, 1 бригада специального назначения, 1 разведполк и несколько отдельных батальонов (1 батальон охраны президента, 6 бронетанковых, 2 парашютно-десантных, 5 пехотных, 2 инженерных и 1 учебный). На вооружении имелось 7 БРМ (находятся на хранении), 52 бронетранспортёра, 161 орудие полевой артиллерии (в т.ч., 76 шт. - 105-мм буксируемых орудий), 85 миномётов, более 120 безоткатных орудий, 32 шт. зенитных установок M55 и GAI-D01[34].
- ВВС: 871 чел., 9 боевых самолетов (в т.ч., два штурмовика A-37B и семь лёгких самолётов Pilatus PC-7), 30 учебно-тренировочных и транспортных самолётов (в т.ч., четыре IAI-201 "Арава"; четыре BT-67; два F-27; один PA-31 "Navajo", пять Cessna 172K; два Cessna 206; один Cessna 208; один Cessna 310; один Beechcraft 90; один Beechcraft 100; четыре T-35B "Пиллан" и шесть T-41), а также 24 вертолёта (три Bell 205; девять Bell 206; девять Bell 212 и три Bell 412)[34];
- ВМС: 897 чел., 10 патрульных катеров и 20 малых речных патрульных катеров[34].

В 2013-2014 годы по программе военной помощи Гватемала получила из США 50 бронированных джипов CJ-8 (на которые были установлены пулемёты M1919A6 из складских запасов вооружённых сил Гватемалы). В 2018 году из Португалии были получены 32 внедорожника "Jeep J8".

## Современное состояние
По состоянию на начало 2022 года общая численность вооружённых сил Гватемалы составляла 18,05 тыс. военнослужащих, ещё 25 тыс. служили в составе военизированных формирований. Численность резервистов составляла 63 850 человек.
- Численность сухопутных войск составляла 15,55 тыс. человек - 1 механизированная бригада стратегического резерва, 3 бригады специального назначения, 6 пехотных бригад, 1 аэромобильная бригада, 1 бригада морской пехоты, 1 бригада охраны президента. На вооружении имелось 7 БРМ (находятся на хранении), 47 бронетранспортёров, 149 орудий полевой артиллерии (в т.ч., 76 шт. - 105-мм буксируемых орудий), 73 миномёта (ещё 12 шт. 107-мм миномётов М30 находились на хранении), 32 шт. зенитных установок M55 и GAI-D01[1].
- ВВС: 1 тыс. человек, 16 транспортных самолётов, пять учебно-тренировочных самолётов, два многоцелевых вертолёта и шесть транспортных вертолётов[1];
- ВМС: 1,5 тыс. человек, 10 патрульных катеров, два пехотно-десантных катера, одно танкодесантное судно и три учебных парусных судна[1].

Потери Гватемалы во всех четырёх миротворческих операциях ООН с участием страны составляют 11 военнослужащих погибшими.